# 飞剑潭水库
飞剑潭水库位于中国江西省宜春市袁州区飞剑潭乡西北，距市区32公里。1958年8月开始建设，1960年4月建成。建设时淹没耕地9760亩，迁移人口6757人。
2004年，飞剑潭水利风景区被列入“国家水利风景区”。